# Engoulevent pygmée
Nyctipolus hirundinaceus
Espèce
Statut de conservation UICN

 LC  : Préoccupation mineure
L'Engoulevent pygmée (Nyctipolus hirundinaceus, anciennement Caprimulgus hirundinaceus) est une espèce d'oiseaux de la famille des Caprimulgidae.

## Répartition
Cette espèce est endémique du Brésil.